# Ari Salin
Ari Salin (Ari Juhani Salin; * 20. Januar 1947 in Lohja) ist ein ehemaliger finnischer Hürdenläufer und Sprinter.
Bei den Europameisterschaften 1969 in Athen scheiterte er über 110 Meter Hürden im Vorlauf. 1971 wurde er bei den Europameisterschaften in Helsinki Sechster über 400 Meter Hürden und schied in der 4-mal-400-Meter-Staffel im Vorlauf aus.
Bei den Olympischen Spielen 1972 in München wurde er Sechster in der 4-mal-400-Meter-Staffel un über 400 Meter Hürden kam er nicht über die erste Runde hinaus.
Dreimal wurde er Finnischer Meister über 110 Meter Hürden (1968, 1969, 1971) und viermal über 400 Meter Hürden (1970–1972, 1974).
Er ist mit der Sprinterin Riitta Salin verheiratet.

## Persönliche Bestzeiten
- 110 m Hürden: 13,8 s, 18. September 1970, Prag
- 400 m: 47,1 s, 1972
- 400 m Hürden: 49,5 s, 25. Juli 1972, Helsinki